# Philotheria vinula
Philotheria vinula är en insektsart som först beskrevs av Stsl 1855.  Philotheria vinula ingår i släktet Philotheria och familjen Dictyopharidae. Inga underarter finns listade i Catalogue of Life.